# Grandson, Vol. 1
Grandson, Vol. 1 — дебютний мікстейп американського репера King Von, виданий лейблами Only the Family Entertainment та Empire Distribution 20 вересня 2019 р. Виконавчий продюсер: Chopsquad DJ. Проєкт посів 53-ту сходинку Billboard 200.
На обкладинці видно житловий комплекс Parkway Garden Homes (також відомий як O'Block), де виріс виконавець. На червоному небі є зображення померлих Keta, HK, репера L'A Capone, T. Roy (старший брат HK), J Money та Sheriod. Усі з O'Block, усі (крім Keta) — убиті ґанґстери. 
Названо на честь прізвиська Вона (укр. «Онук»), даного йому у в'язниці через схожість із Девідом Барксдейлом, засновником чиказької банди Black Disciples. Посмертний альбом Grandson (2023) не є сиквелом до мікстейпу.

## Список пісень
| #     | Назва                                     | Тривалість |
| ----- | ----------------------------------------- | ---------- |
| 1.    | «Went Silly»                              | 2:43       |
| 2.    | «Tuff»                                    | 2:28       |
| 3.    | «Crazy Story»                             | 2:26       |
| 4.    | «Crazy Story, Pt. 3»                      | 3:11       |
| 5.    | «Twin Nem» (з участю Lil Durk)            | 2:55       |
| 6.    | «Fuck Yo Man»                             | 3:00       |
| 7.    | «No Flaws»                                | 3:08       |
| 8.    | «What It's Like»                          | 3:10       |
| 9.    | «Hoes Ain't Shit»                         | 3:25       |
| 10.   | «War with Us»                             | 2:59       |
| 11.   | «Jet» (з участю Booka600)                 | 3:19       |
| 12.   | «Mama's Boy»                              | 1:49       |
| 13.   | «Crazy Story (Remix)» (з участю Lil Durk) | 3:14       |
| 37:47 |                                           |            |

## Чартові позиції
| Чарт (2020)                            | Найвища позиція |
| -------------------------------------- | --------------- |
| США Billboard 200                      | 53              |
| США Top R&B/Hip-Hop Albums (Billboard) | 30              |
| США Independent Albums (Billboard)     | 9               |